# Saul Roseman
Saul Roseman (Brooklyn, 9 de março de 1921 — 2 de julho de 2011) foi um bioquímico estadunidense.

## Prêmios e condecorações
- 1971 membro da Academia de Artes e Ciências dos Estados Unidos[1]
- 1972 membro da Academia Nacional de Ciências dos Estados Unidos
- 1973 Prêmio Rosenstiel (com Howard Ronald Kaback)[2]
- 1981 Prêmio Internacional da Fundação Gairdner[3]